# De keizer van Oostende
De keizer van Oostende is een boek van VRT-onderzoeksjournalisten Wim Van den Eynde en Luc Pauwels uitgegeven bij Van Halewyck. Het boek is een aanklacht tegen de machtsconcentratie in de persoon van Johan Vande Lanotte in de Oostendse en nationale politiek. In het boek worden verschillende belangenconflicten naar voor gebracht waarbij bedrijven zoals de Oostendse basketbalclub BC Oostende, Electrawinds, en een aantal bedrijven opgericht door de stad Oostende betrokken zijn. Daarnaast worden ook Belfius, ABX, DEME en een paar Oostendse aannemers genoemd.
De publicatie van het boek, in mei 2012, had directe impact op de nationale politiek. Hoewel de VRT op de hoogte was van de publicatie, werden de twee journalisten in de nasleep ervan een paar weken op non-actief geplaatst. Vande Lanotte reageerde een week na de publicatie met een overzicht met 'fouten en onwaarheden' in het boek. Al deze 'fouten' werden later door de auteurs weerlegd.
Het boek werd genomineerd voor De Loep 2013, de prijs van de Nederlands-Vlaamse Vereniging van Onderzoeksjournalisten (VVOJ) in de categorie tekstuele producties.
In 2014 publiceerde Van Halewyck het boek Dwarsligger, waarin Marc Descheemaecker als oud-spoorbaas een vergelijkbaar verhaal van Vande Lanotte schetst.

## Inhoud
Een belangrijk deel van het boek gaat over windmolenprojecten voor de Belgische Kust. Het boek beschrijft hoe Vande Lanotte als minister van de Noordzee het pad effende voor 'zijn' bedrijf Electrawinds om dergelijke projecten uit te voeren: invoeren van een subsidieregeling door groene stroomcertificaten, invoeren speciale belastingregels, bemoeilijken van concurrerende partijen (project van Electrabel en Jan De Nul). Hier haalde Vande Lanotte door zijn voorzitterschap van Electrawinds rechtstreeks voordeel uit.
Andere aangelegenheden waarbij Vande Lanotte betrokken was en die een hoofdstuk krijgen, zijn onder meer de financieel uit de hand gelopen renovatie van Het Kursaal, wanpraktijken rond de Vismijn, het met overheidsgeld wegconcurreren van de Belgicamossel, de haven, het gebrekkige sociale beleid en de strijd voor architecturaal historisch erfgoed.